# Federación de Mali
La Federación de Malí fue un efimero estado africano que existió entre los años 1959 y 1960 que comprendía los actuales países de Senegal y Malí (antiguo Sudán francés). 

## Historia

### La aspiración federalista de los países africanos
Tras la aprobación de la ley marco Defferre del 23 de junio de 1956 y la desaparición del África Occidental Francesa y del África Ecuatorial Francesa, el debate sobre el federalismo dividió a la clase política africana. Así, durante el congreso de la Asamblea Democrática Africana (RDA por sus siglas en francés) en el colegio técnico de Bamako entre el 25 y el 30 de septiembre de 1957, Félix Houphouët-Boigny y la sección marfileña del partido defendieron frente al resto una independencia de cada país africano.
El 15 de febrero de 1958, los partidos africanos reunidos en el Palacio de los Borbones en París se negaron a unirse bajo la bandera de la Asamblea y fundaron en Dakar el 28 de marzo el Partido de Agrupación Africana (PRA por sus siglas en francés), partidario de una unidad federal africana. El 5 de abril siguiente, la RDA elegida votó a favor de la creación de un ejecutivo federal para el Gran Consejo, lo que enfureció a Costa de Marfil, pero obtuvo el apoyo del guineano Sékou Touré.
Al llegar al poder en mayo de 1958, Charles de Gaulle fundó con Félix Houphouët-Boigny la Comunidad Francesa, uniendo Francia y sus antiguas colonias sin satisfacer plenamente a los nacionalistas africanos, que exigieron la independencia total e inmediata durante el congreso de la PRA del 25, 26 y 27 de julio de 1958 en el centro internacional Unafrica de Cotonú.

### Nacimiento de la Federación de Malí
En la conferencia de Bamako del 29 y 30 de diciembre de 1958 iniciada por Gabriel d'Arboussier, los representantes de Senegal, la República Sudanesa (actual Malí), Alto Volta (actual Burkina Faso) y Dahomey (actual Benín) redactaron el certificado de nacimiento de la Federación de Malí, seguido el 14 de enero de 1959 en el Palacio del Gran Consejo del África Occidental Francesa, por la celebración de la Asamblea Constituyente de la nueva federación. Inaugurada con el discurso del senador-alcalde de Dakar, Lamine Guèye: “Nuestro encuentro, en esta sala de deliberaciones del Gran Consejo, es un acto de fe en el destino de una África fuerte mediante la unión de todos sus miembros sin discriminación de ningún tipo". Mahamane Alassane Haïdara habló luego en nombre de la República Sudanesa, seguido por Maurice Yaméogo, presidente de la Asamblea Constituyente del Alto Volta, y el senegalés Léopold Sédar Senghor, quien habló de una Mancomunidad francesa. El presidente de la Asamblea Federal Constituyente es el sudanés Modibo Keita, sus vicepresidentes Maurice Yaméogo y Louis Guillabert.
Presentada por Doudou Thiam, la constitución de la Federación fue aprobada por unanimidad por los 44 delegados de los 4 estados el 17 de enero de 1959, luego adoptada por los sudaneses y senegaleses el 21 y 22 de enero, mientras que el Alto Volta y Dahomey se retiraron, disuadidos por Francia y por Costa de Marfil, que creó con ellos el Consejo de la Entente.
El 4 de abril siguiente, Senghor presidió la Asamblea Federal de Malí que modificaba la constitución federal y nombró como presidente al sudanés Modibo Keïta, y al senegalés Mamadou Dia como vicepresidente del gobierno federal, formado el 15 de abril, con 4 ministros de cada uno de los dos países miembros.
El 15 de mayo de 1959, de Gaulle recibió a Keïta en el Palacio del Elíseo y reconoció la Federación de Malí dentro de la Comunidad. Luego, el presidente francés respondió favorablemente el 13 de diciembre ante la Asamblea Federal reunida en Dakar, a la solicitud de transferencia de poderes de la comunidad a la Federación formulada el 29 de septiembre anterior. Las negociaciones se abrieron en el Hotel Matignon el 18 de enero de 1960 condujeron a la firma el 4 de abril de los acuerdos sobre la independencia de la Federación, proclamados oficialmente el 20 de junio de 1960 a medianoche en la Asamblea Federal, por su presidente Léopold Sédar Senghor.

### La disolución de la Federación
Durante el verano, surgen disensiones entre senegaleses y sudaneses sobre sus puntos de vista políticos y sus nombramientos. Luego, el 18 de agosto de 1960, por orden de Keïta que no informó a Dia, el coronel Soumaré, jefe de las fuerzas armadas, movilizó las unidades del ejército maliense estacionadas en Podor y Bignona para asegurar las próximas elecciones presidenciales. Los sudaneses temían una secesión de los senegaleses, que a su vez temían un golpe de Estado sudanés. El consejo extraordinario de ministros del día siguiente, en presencia de un solo ministro senegalés, releva a Dia de sus funciones y declara el estado de emergencia.
En respuesta, Senghor y Dia, apoyados por la gendarmería dirigida por los senegaleses, arrestaron al coronel Soumaré el 20 de agosto por el comandante de la Guardia Republicana de Senegal. Esa misma noche, los diputados senegaleses votaron a favor de la independencia de Senegal y el estado de emergencia, llevando a Modibo Keïta y a los representantes sudaneses presentes en Dakar a la frontera al día siguiente.
El 22 de septiembre, Modibo Keïta proclamó la independencia de la República Sudanesa, que se convirtió en la República de Malí.